# Tam Kỳ (xã)
Tam Kỳ là một xã thuộc huyện Kim Thành, tỉnh Hải Dương, Việt Nam.

## Địa lý
Xã Tam Kỳ cách thành phố Hải Dương 34 km về phía tây và cách trung tâm thành phố Hải Phòng 15 km về phía đông, có vị trí địa lý:
- Phía đông và nam giáp thành phố Hải Phòng
- Phía tây giáp xã Đồng Cẩm
- Phía tây nam giáp xã Đại Đức.

Xã Tam Kỳ có diện tích 5,72 km², dân số năm 1999 là 5.337 người, mật độ dân số đạt 933 người/km².

## Hành chính
Xã Tam Kỳ được chia làm 4 thôn: Kỳ Côi, Nại Đông, Nghĩa Xuyên, Đồng Kênh.